# Gränges Kraft AB
Gränges Kraft var en aktör i Sveriges energisektor, med särskild koppling till gruvindustrin i Västerbergslagen. Ursprungligen grundades bolagets kraftproduktion för att tillgodose behovet av elektricitet till gruvbrytningen, men verksamheten utvecklades snart till en viktig leverantör av energi till en rad olika industrier och verksamheter.
Gränges Kraft var en division inom Gränges AB som ansvarade för produktion och distribution av elektrisk kraft. Verksamheten omfattade flera olika delar och resurser som tillsammans utgjorde en relativt omfattande kraftproduktion och distribution. 

## Historik och bakgrund
Verksamheten kan spåras tillbaka till 1893 när Hällsjöns kraftstation och den tillhörande kraftlinjen till Grängesbergs gruvor togs i drift. Den 18 december samma år invigdes världens första kommersiella trefasöverföring. Överföringen mellan Hällsjön och Grängesberg blev en viktig milstolpe för både svensk och global industriell utveckling. Överföringen omfattade en sträcka på cirka 13 km. Detta system möjliggjorde distributionen av 200 hästkrafter trefas el vid 9 300 volt för kraftändamål och 100 hästkrafter vid 5 000 volt för belysning. Tekniken var baserad på Jonas Wenströms patent för trefas växelström och blev snabbt en framgång. Ingenjörerna Jonas Wenström och Ernst Danielsson satte med detta projekt standarden för framtida kraftöverföring i Sverige. Inom några årtionden hade över 50 liknande system installerats runt om i landet.
Gränges Krafts nätverk av kraftstationer, som idag ingår i bland annat VB Kraft, ligger huvudsakligen utmed Kolbäcksån och Arbogaån, där sammanlagt elva kraftstationer byggdes. Dessa stationer spelade en nyckelroll inte bara för gruvindustrin utan även för andra industrier och företag, framförallt Grängesbergsbolaget, men även Ställbergs Grufve AB, Ludwika Bruksegare AB och Stripa Grufve AB.
Under första halvan av 1900-talet drev varje kraftstation sitt eget lokala elnät, men i slutet av 1920-talet började dessa nät kopplas samman med det framväxande svenska riksnätet. Detta skapade ett mer integrerat och sammanhängande energisystem i landet.

### Viktiga milstolpar
- 1907: Vesterdalelfvens Kraft AB bildas med Grängesbergsbolaget och Stora Kopparbergs Bergslag AB som ägare till lika delar. Detta samarbete utvidgade bolagets inflytande i regionen.
- 1912: En ny transformator på åtta ton installeras i Hällsjön, vilket markerade en betydande teknisk uppgradering.
- 1952: Nya utomhusställverk i Lernbo och Mockfjärd samt en ny fördelningscentral i Grängesberg tas i drift, vilket moderniserade bolagets infrastruktur.
- 1953: Lindbyns kraftstation, med en kapacitet på 13 000 kilowatt, invigs och bidrar med ytterligare kraft till nätet.
- 1970: Gruvbolagets verksamhet ombildas till Gränges Kraft AB. Samtidigt förvärvar företaget flera kraftstationer i Ludvika med omnejd, vilket konsoliderar deras energiproduktion i regionen.[2]

## Verksamhet
Gränges Krafts produktionsanläggningar omfattade ett antal mindre vattenkraftstationer med en total stationseffekt på 17 MW och en årlig normalproduktion på cirka 75 GWh. Utöver detta drev företaget en värmekraftanläggning för mottrycks- och kondensproduktion i Oxelösund, baserad på gas och olja, med en kapacitet på 65 MW. Dessutom hade Gränges Kraft nyttjanderätt till en gasturbinanläggning på samma plats.
När det gäller infrastrukturen för kraftdistribution inkluderade denna cirka 60 km 130 kV-ledningar, 150 km 50 kV-ledningar och 8 km 10 kV-ledningar. Företaget hade också flera transformatorstationer för transformering mellan olika spänningsnivåer (200/130 kV, 130/50 kV och 50/10 kV), belägna i Ludvika-, Nyby- och Oxelösundsområdena.
Gränges Kraft hade betydande aktieandelar i andra kraftproduktionsbolag, vilket gav rättigheter till andelskraft. Bolaget ägde 35 % av aktierna i Korsselbränna AB, vilket motsvarade en andelskraft på 417 GWh vattenkraft, 23,6 % av aktierna i AB Bergslagens Gemensamma Kraftförvaltning (BGK) med en andelskraft på 116 GWh, samt 50 % av aktierna i Västerdalälvens Kraft AB, vilket gav rätt till 145 GWh vattenkraft. Aktieinnehavet i BGK innebar även en del i bolagets egen kraftförsörjningsverksamhet. Gränges Kraft ägde dessutom 500 aktier i Kraftdala AB.
Verksamheten var också kopplad till en rad leveransavtal och rättigheter. Bland dessa fanns avtal för leverans av elektrisk kraft och värme, konsortial- och samarbetsavtal, samt avtal för transmission, hyra, arrende, service och skötsel.
Som distributör av högspänd kraft bedrev Gränges Kraft ingen detaljdistribution. Den årliga kraftomsättningen uppgick till cirka 1500 GWh, varav mer än hälften köptes från Vattenfall. Bland de större kunderna fanns Gränges Aluminium, som förbrukade hela 1500 GWh per år.

## Vattenfalls förvärv och omstrukturering
Gränges Krafts historia tog en ny riktning i början av 1980-talet. År 1981 beslutade Svenska staten, genom Vattenfall, att förvärva Gränges Krafts verksamhet från Gränges nya ägare, Electrolux. Affären uppgick till 1 033 miljoner kronor och finansierades delvis genom lån från en statlig fond avsedd för framtida kostnader relaterade till kärnkraftsavveckling och hantering av kärnbränsle. Vattenfalls investering i Gränges Kraft blev en del av ett större nationellt energiprojekt, men mötte kritik för att bidra lite till produktionen av ny el och för sin marginella inverkan på den planerade avvecklingen av kärnkraften.
Under budgetåret 1981/82 investerade Vattenfall totalt 2 533 miljoner kronor i olika slag av anläggningstillgångar. Förvärvet av Gränges kraftrörelse utgjorde en betydande del av detta, med en kostnad på 1 033 miljoner kronor. Affären hade också en direkt effekt på Vattenfalls verksamhet genom att försäljningen av fast kraft ökade med knappt 7%, och försäljningen av tillfällig kraft ökade med 28%. En viktig faktor bakom denna ökning var övertagandet av betydande leveranser till gruvor, stålverk och andra metallverk som tidigare tillhörde Gränges kraftrörelse. Detta resulterade i en ökning av leveranser till industrin med nästan 6 %, en markant uppgång.
Efter Vattenfalls förvärv ombildades verksamheten, och 1983 skapades Västerbergslagens Energi AB, ett nytt bolag som skulle fortsätta hantera och utveckla den lokala energiförsörjningen i regionen.